# Byrd-Subglazialbecken
Das Byrd-Subglazialbecken (englisch Byrd Subglacial Basin) ist ein großes, durch Gletschereis vollständig überdecktes Becken im westantarktischen Marie-Byrd-Land. Es erstreckt sich in ostwestlicher Ausrichtung zwischen den Crary Mountains und dem Ellsworthgebirge. Nach Süden wird es durch einen niedrigen subglazialen Gebirgskamm vom Bentley-Subglazialgraben getrennt.
Erste grobe Vermessungen des Beckens unternahmen in den 1950er und 1960er Jahren mehrere US-amerikanische Mannschaften, die von der Byrd-Station, der Station Little America V und der Ellsworth-Station aus operierten. Seine Ausdehnung wurde mittels Sonarortung im Rahmen eines gemeinsamen Programms des Scott Polar Research Institute, der National Science Foundation und Dänemarks Technischer Universität zwischen 1967 und 1979 ermittelt. Das Advisory Committee on Antarctic Names benannte es 1961 nach seiner Nähe zur Byrd-Station und seiner Verortung im Marie-Byrd-Land. Deren Namensgeber sind der US-amerikanische Polarforscher Richard Evelyn Byrd (1888–1957) und seine Ehefrau Marie Donaldson Byrd (geborene Ames, 1889–1974).